# Creative Problem Solving
Creative Problem Solving (CPS) ist ein strukturierter Kreativitätsprozess zur Generierung neuartiger und nützlicher Lösungen für ein Problem und zur Steuerung von Veränderungsprozessen.
Entwickelt wurde CPS von Alex Osborn und Sidney J. Parnes in den 1950er und 1960er Jahren. Mit der stetigen Weiterentwicklung des Prozesses durch verschiedene Autoren entstanden mehrere Versionen des CPS. Die aktuelle Version 6.1 existiert seit dem Jahr 2000.

## Aufbau und Struktur

### Linearer Aufbau
Der Creative Problem Solving Prozess war lange Zeit linear angelegt. So bestand etwa Version 4.0 nach Isaksen und Treffinger (1992) aus sechs expliziten Schritten in drei Phasen. Das zu bearbeitende Problem wird dabei als Challenge (Herausforderung) bezeichnet.
1. Explore the Challenge (Erkunden der Herausforderung)
  1. Mess Finding (Bestimmen des Ziels)
  2. Data Finding (Sammeln von notwendigen Informationen)
  3. Problem Finding (Identifizieren des Problems, das gelöst werden muss, um das Ziel zu erreichen)
2. Generate Ideas (Generieren von Ideen)
  1. Idea Finding (Generieren von Ideen für die Lösung des identifizierten Problems)
3. Prepare for Action (Handlung vorbereiten)
  1. Solution Finding (Ausarbeiten von Ideen zu einer umsetzbaren Lösung)
  2. Acceptance Finding (Handlungsschritte planen)

### Nicht-linearer Aufbau
Inzwischen existieren nichtlineare, flexible Versionen des CPS. Die aktuelle Version 6.1™ (Isaksen, Dorval & Treffinger, 2000) besteht aus vier Hauptkomponenten, die aus insgesamt acht Einzelaspekten gebildet werden.
1. Understanding the Challenge (Herausforderung verstehen)
 In diesem Schritt geht es darum, ein lohnenswertes Ziel oder eine Herausforderung zu definieren.
  1. Constructing Opportunities (Möglichkeiten formulieren)
 Nach der Sammlung aller relevanten Daten werden Kernfragen in Form von offenen Fragestellungen für die Lösung des Ziels formuliert.
  2. Exploring Data (Situation einschätzen)
 Nach der Definition des Ziels sollen so viele Daten und Fakten wie möglich zum Thema gesammelt werden, damit die Situation adäquat eingeschätzt werden kann.
  3. Framing Problems (Einrahmen des Problems)
 Das Problem wird auf vielfältige und ungewöhnliche Arten und Weisen dargestellt, um durch die anschließende Fokussierung auf eine bestimmte Darstellungsweise (framing) den Ideenfindungsprozess anzuregen.
2. Generating Ideas (Generierung von Ideen)
 In diesem Schritt werden viele Ideen auf die zuvor definierten Kernfragen entwickelt. Durch eine offene, explorative Ideenfindung unter der Verwendung verschiedener Kreativitätstechniken sollen neue Ideen erzeugt und neue Perspektiven eröffnet werden. In einem weiteren Schritt werden die Ideen ausgewählt, die nach Meinung der problemlösenden Personen das höchste Potential für die Lösung des Problems aufzeigen.
3. Preparing for Action (Handlung vorbereiten)
 Hier geht es darum, Erfolg versprechende Ideen in praktikable Lösungen weiterzuentwickeln und diese dann erfolgreich zu implementieren.
  1. Developing Solutions (Lösungen entwickeln)
 Aus den ausgewählten Ideen werden praktisch umsetzbare Lösungen abgeleitet. Spezifische nächste Schritte werden in Form eines Handlungsplans festgehalten.
  2. Building Acceptance (Akzeptanz aufbauen)
 Faktoren oder Personen, welche die Umsetzung einer Lösung erschweren oder erleichtern, sollen identifiziert werden. Probleme bei der Umsetzung sollen antizipiert werden.
4. Planning your Approach (Herangehensweise planen)
 Unter diesem Punkt wird die Personalisierung und Anpassung des CPS-Prozesses nach den individuellen Anforderungen und Präferenzen verstanden.
  1. Appraising Tasks (Aufgaben einschätzen)
 Reflexion über den effektivsten und effizientesten Einsatz der CPS Komponenten hinsichtlich bestimmter Aufgaben in Bezug auf personelle und materielle Ressourcen, sowie bestimmte Methoden.
  2. Designing Process (Prozess gestalten)
 Konkrete Planung des individuellen CPS Prozesses auf Grundlage der im vorherigen Schritt erlangten Erkenntnisse.